# フアン・アインダオ
フアン・アインダオ（國語字：Phương Anh Đào）、本名陶芳桜桃（ダオ・フアン・アインダオ、國語字：Đào Phương Anh Đào、1995年5月31日 - ）は、ベトナムの歌手および女優。

## 受賞歴
| 年   | 授賞式           | 賞           | 結果 |
| ---- | ---------------- | ------------ | ---- |
| 2018 | ハノイ国際映画祭 | BEST ACTRESS | 受賞 |